# Schwallbrett

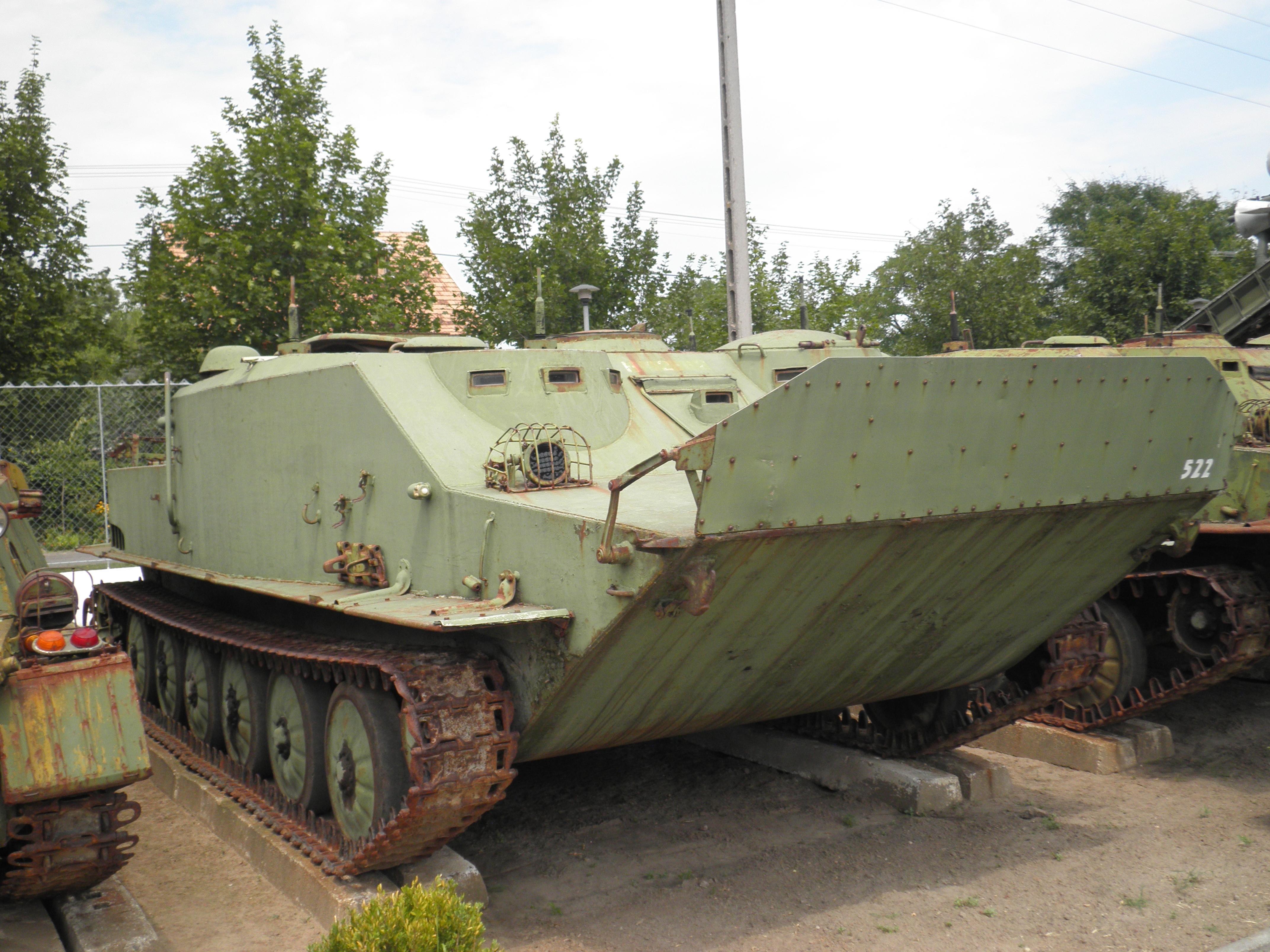
Aufgeklapptes Schwallbrett (BTR-50)

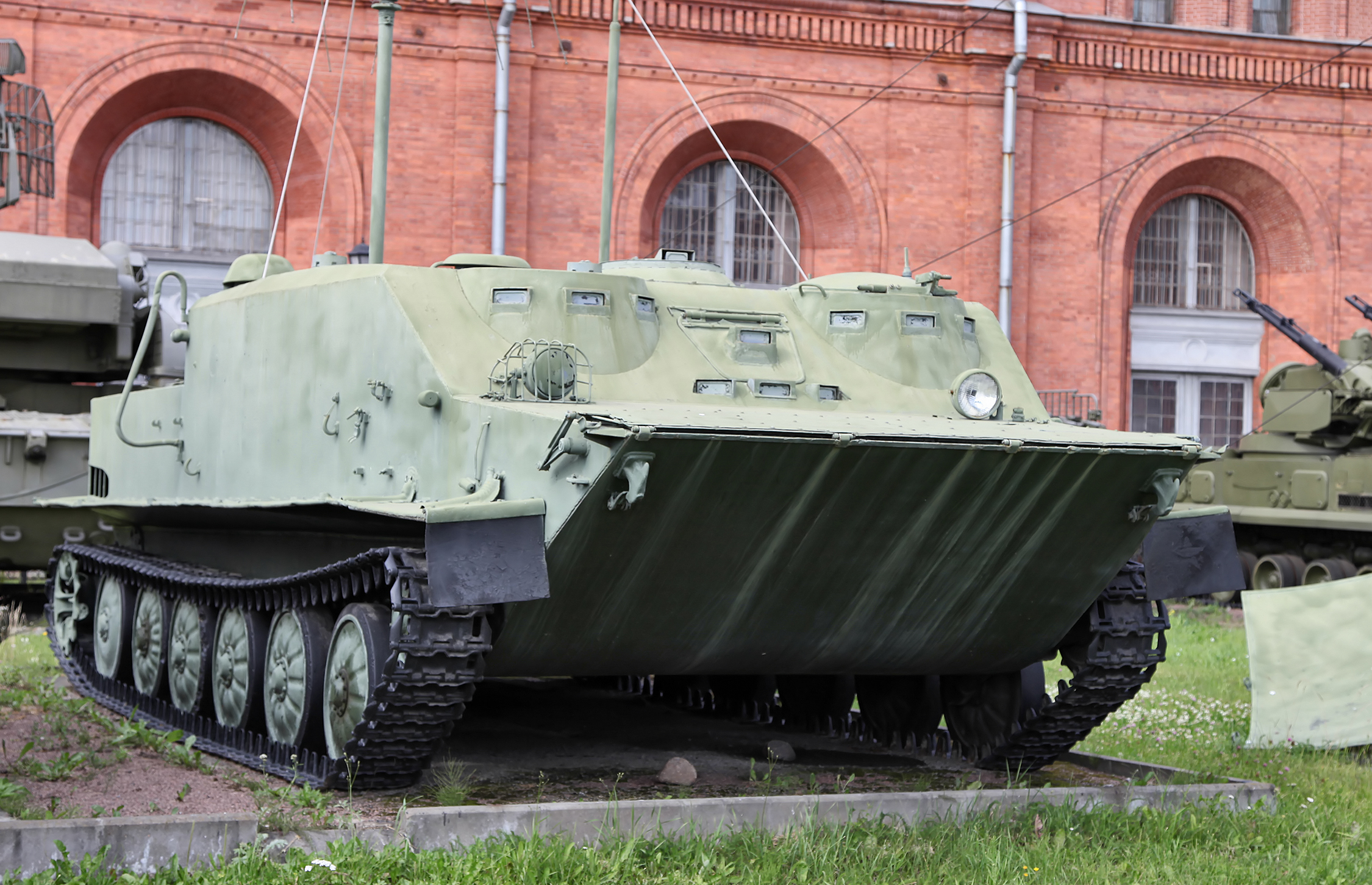
Abgeklapptes Schwallbrett (BTR-50)

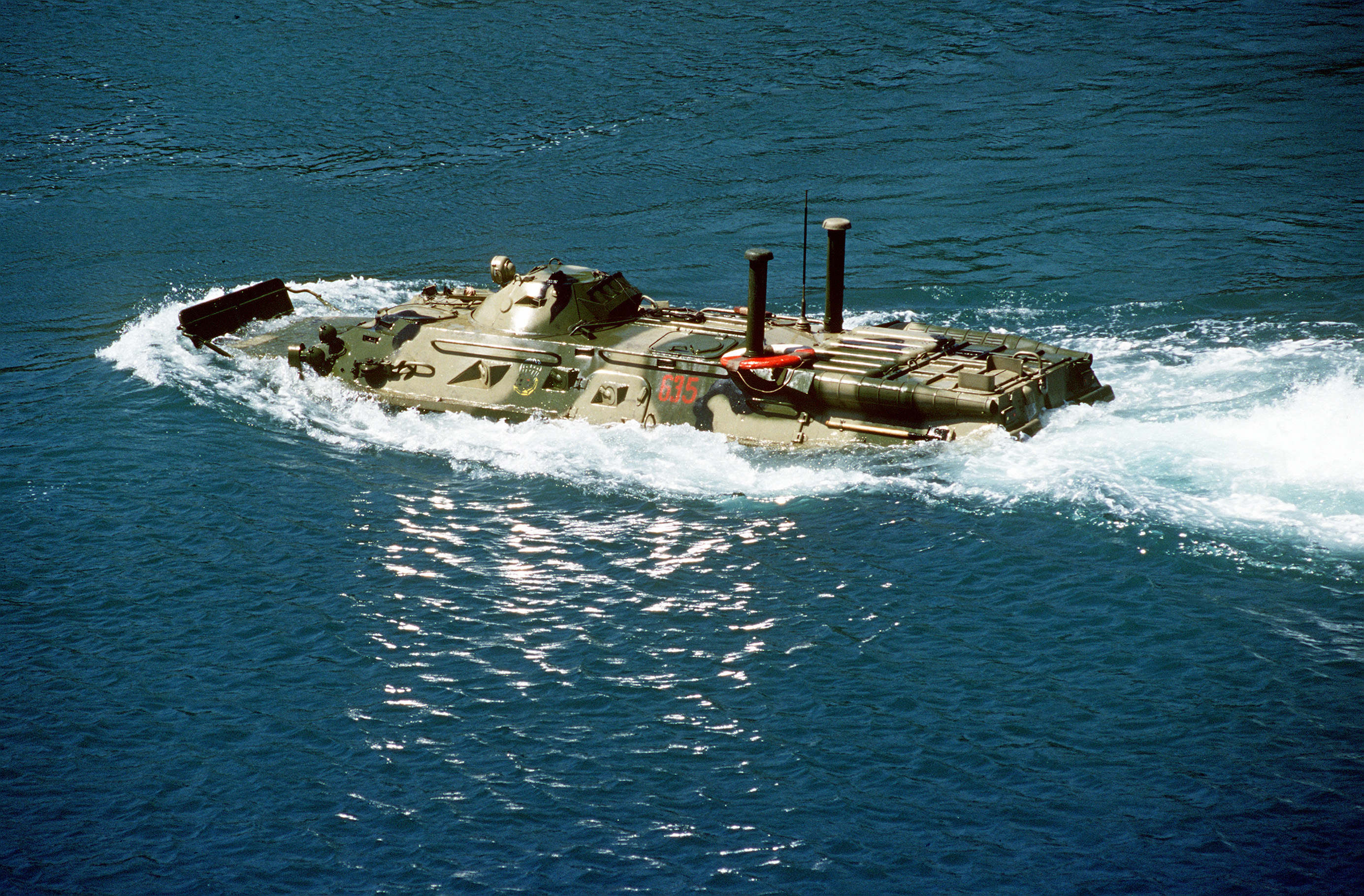
Ein BTR-80 mit hochgeklapptem Schwallbrett bei der Wasserfahrt

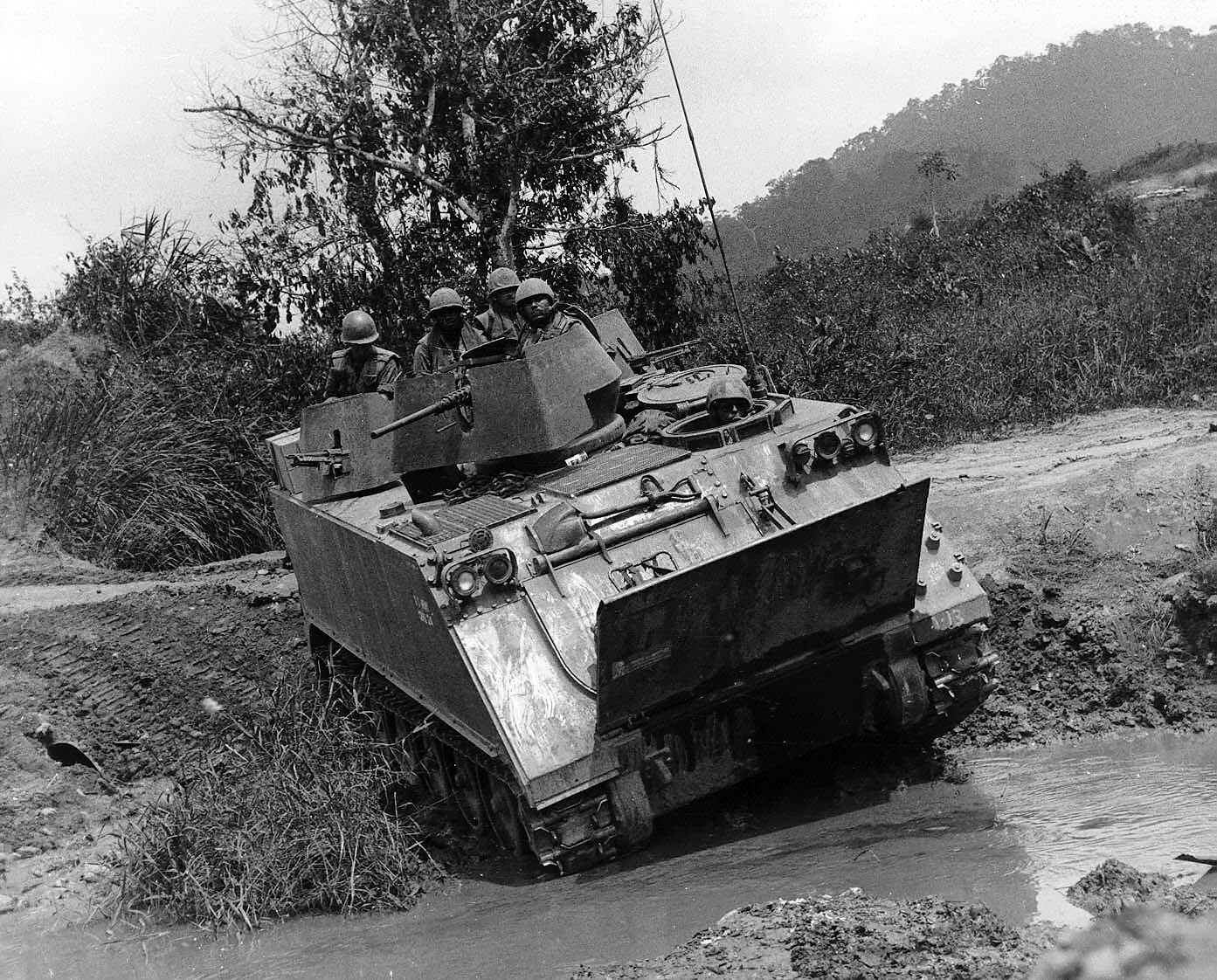
Ein M113 mit hochgeklapptem Schwallbrett beim Einfahren in ein Gewässer

Ein Schwallbrett (auch Wellenabweiser oder Schwallschild) verleiht schwimmfähigen Fahrzeugen zusätzliche Stabilität bei der Überquerung von Gewässern.
Es verhindert das Unterschneiden, d. h., es verhindert, dass sich das Fahrzeug mit dem „Bug“ in einen Wellenberg bohrt und von diesem unter Wasser gedrückt wird und/oder dass Wasser in die Luken hineinfließt. Es kann in die Panzerung integriert werden, um deren Schutzwert zu steigern. Das Schwallbrett ist in der Regel an Scharnieren am Fahrzeugrumpf befestigt und muss vor der Wasserfahrt aufgebaut werden.
Die technische Ausführung unterscheidet sich je nach Fahrzeug. So kann das Schwallbrett einteilig oder zweiteilig gefaltet sein. Die Rumpfform bestimmt die Scharnierpunkte und die Position, wie das Schwallbrett während der Fahrt auf dem Land verstaut wird. 
Bei manchen Fahrzeugen kann das Schwallbrett in unterschiedlichen Winkeln arretiert werden, damit man es in der waagrechten Position auch als Arbeitsplattform verwenden kann.
Unterschiede gibt es auch in der Methode, wie das Schwallbrett auf- und wieder abgebaut wird. Die einfachste Methode ist der manuelle Auf- und Abbau außerhalb des Fahrzeugs. Bei manchen Fahrzeugen ist ein manueller Aufbau vorgesehen, das Einklappen kann hingegen vom Fahrer durchgeführt werden. Schließlich gibt es hydraulisch bedienbare Schwallbretter.
Bei manchen Fahrzeugen kann das Schwallbrett die Sicht des Fahrers einschränken. In diesen Fällen muss der Fahrer den Anweisungen des Kommandanten folgen. Daher ist es besonders bei Fahrzeugen mit Kampfauftrag von Vorteil, wenn das Schwallbrett nach der Wasserfahrt sofort wieder aus dem Fahrzeuginneren abgebaut oder angeklappt werden kann.